# Combiné nordique sur tremplin normal aux Jeux olympiques de 2010

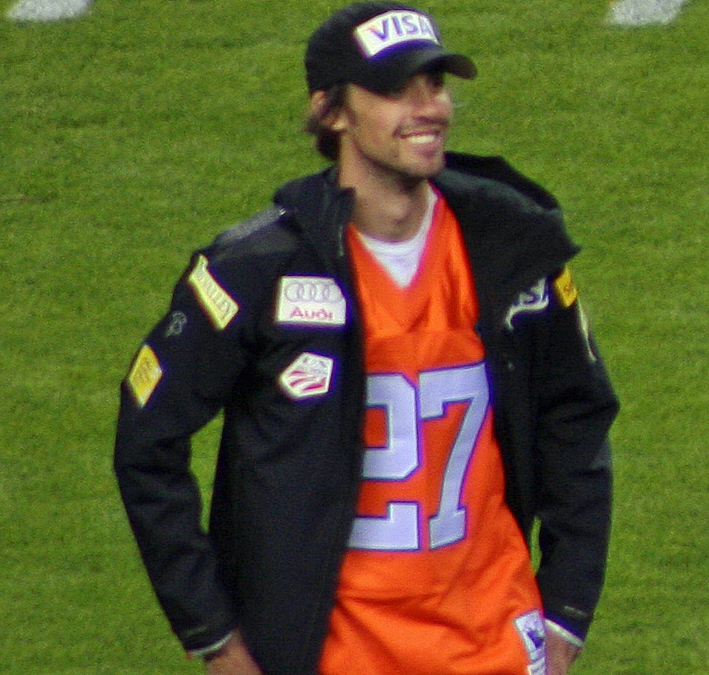

Pour des articles plus généraux, voir Combiné nordique aux Jeux olympiques de 2010 et Jeux olympiques d'hiver de 2010.
Navigation
Sotchi 2014
L'épreuve individuelle de combiné nordique aux Jeux olympiques de 2010 sur le tremplin normal a lieu le 14 février 2010 à Whistler. Le Français Jason Lamy-Chappuis remporte l'épreuve devant l'Américain Johnny Spillane et l'Italien Alessandro Pittin.

## Format
L'épreuve commence par un saut sur le tremplin dit « normal » d'une taille de 106 mètres. Ensuite, les différences de points sont converties en secondes selon le tableau de Gundersen. Les athlètes partent selon le classement du saut dans la course de ski de fond de 10 kilomètres et l'arrivée de cette course détermine le classement final.

## Résultats

### Saut à ski
| Rang | Dossard | Athlète             | Nationalité        | Distance (m) | Points | Différence de temps |
| ---- | ------- | ------------------- | ------------------ | ------------ | ------ | ------------------- |
| 1    | 25      | Janne Ryynänen      | Finlande           | 105,0        | 135,5  | —                   |
| 2    | 33      | Todd Lodwick        | États-Unis         | 101,5        | 127,0  | +34 s               |
| 3    | 27      | Christoph Bieler    | Autriche           | 100,5        | 125,0  | +42 s               |
| 4    | 38      | Johnny Spillane     | États-Unis         | 100,5        | 124,5  | +44 s               |
| 5    | 45      | Jason Lamy-Chappuis | France             | 100,0        | 124,0  | +46 s               |
| 6    | 35      | Alessandro Pittin   | Italie             | 100,0        | 123,5  | +48 s               |
| 7    | 40      | Mario Stecher       | Autriche           | 99,5         | 122,5  | +52 s               |
| 8    | 16      | François Braud      | France             | 99,5         | 122,0  | +54 s               |
| 8    | 34      | Anssi Koivuranta    | Finlande           | 99,5         | 122,0  | +54 s               |
| 10   | 7       | Brett Camerota      | États-Unis         | 100,0        | 121,5  | +56 s               |
| 10   | 39      | Pavel Churavý       | République tchèque | 99,0         | 121,5  | +56 s               |
| 12   | 26      | Norihito Kobayashi  | Japon              | 99,0         | 121,0  | +58 s               |
| 13   | 5       | Gašper Berlot       | Slovénie           | 99,0         | 119,5  | +1 min 04 s         |
| 13   | 11      | Daito Takahashi     | Japon              | 98,0         | 119,5  | +1 min 04 s         |
| 13   | 18      | Jaakko Tallus       | Finlande           | 98,5         | 119,5  | +1 min 04 s         |
| 16   | 8       | Lukas Runggaldier   | Italie             | 98,5         | 119,0  | +1 min 06 s         |
| 16   | 41      | Tino Edelmann       | Allemagne          | 98,5         | 119,0  | +1 min 06 s         |
| 16   | 43      | Eric Frenzel        | Allemagne          | 98,0         | 119,0  | +1 min 06 s         |
| 19   | 37      | Björn Kircheisen    | Allemagne          | 98,0         | 118,5  | +1 min 08 s         |
| 20   | 29      | David Kreiner       | Autriche           | 97,5         | 117,5  | +1 min 12 s         |
| 21   | 24      | Ronny Heer          | Suisse             | 97,0         | 116,5  | +1 min 16 s         |
| 22   | 31      | Hannu Manninen      | Finlande           | 97.0         | 116.0  | +1 min 18 s         |
| 22   | 32      | Petter Tande        | Norvège            | 97,0         | 116,0  | +1 min 18 s         |
| 24   | 15      | Tomáš Slavík        | République tchèque | 96,5         | 115,5  | +1 min 20 s         |
| 24   | 36      | Bill Demong         | États-Unis         | 96,5         | 115,5  | +1 min 20 s         |
| 26   | 10      | Tommy Schmid        | Suisse             | 96,5         | 115,0  | +1 min 22 s         |
| 27   | 28      | Akito Watabe        | Japon              | 96,5         | 114,5  | +1 min 24 s         |
| 28   | 19      | Taihei Katō         | Japon              | 96,5         | 114,0  | +1 min 26 s         |
| 29   | 17      | Sébastien Lacroix   | France             | 96,0         | 113,0  | +1 min 30 s         |
| 30   | 12      | Jonathan Felisaz    | France             | 95,5         | 112,0  | +1 min 34 s         |
| 30   | 23      | Johannes Rydzek     | Allemagne          | 95,5         | 112,0  | +1 min 34 s         |
| 32   | 6       | Sergey Maslennikov  | Russie             | 95,5         | 111,5  | +1 min 36 s         |
| 33   | 30      | Jan Schmid          | Norvège            | 94,5         | 110,0  | +1 min 42 s         |
| 34   | 20      | Seppi Hurschler     | Suisse             | 94,0         | 109,0  | +1 min 46 s         |
| 35   | 2       | Aleš Vodseďálek     | République tchèque | 93,5         | 108,5  | +1 min 48 s         |
| 36   | 9       | Mitja Oranič        | Slovénie           | 93,5         | 108,0  | +1 min 50 s         |
| 36   | 13      | Tim Hug             | Suisse             | 93,5         | 108,0  | +1 min 50 s         |
| 38   | 14      | Giuseppe Michielli  | Italie             | 93,0         | 107,0  | +1 min 54 s         |
| 39   | 21      | Miroslav Dvořák     | République tchèque | 92,5         | 105,5  | +2 min 00 s         |
| 40   | 42      | Magnus Moan         | Norvège            | 91,5         | 104,0  | +2 min 06 s         |
| 41   | 44      | Felix Gottwald      | Autriche           | 91,0         | 102,5  | +2 min 12 s         |
| 42   | 22      | Mikko Kokslien      | Norvège            | 91,0         | 101,5  | +2 min 16 s         |
| 43   | 4       | Jason Myslicki      | Canada             | 87,0         | 93,0   | +2 min 50 s         |
| 44   | 1       | Armin Bauer         | Italie             | 86,5         | 91,5   | +2 min 56 s         |
| 45   | 3       | Volodymyr Trachuk   | Ukraine            | 85,5         | 89,0   | +3 min 06 s         |

### Ski de fond
| Rang                                | Dossard | Nom                 | Nationalité        | Temps au départ | Temps au ski de fond | Rang au ski de fond | Temps final   |
| ----------------------------------- | ------- | ------------------- | ------------------ | --------------- | -------------------- | ------------------- | ------------- |
| Médaille d'or, Jeux olympiques      | 5       | Jason Lamy-Chappuis | France             | +46 s           | 25 min 01 s 1        | 5                   | —             |
| Médaille d'argent, Jeux olympiques  | 4       | Johnny Spillane     | États-Unis         | +44 s           | 25 min 03 s 5        | 6                   | +0 s 4        |
| Médaille de bronze, Jeux olympiques | 6       | Alessandro Pittin   | Italie             | +48 s           | 24 min 59 s 9        | 4                   | +0 s 8        |
| 4                                   | 2       | Todd Lodwick        | États-Unis         | +34 s           | 25 min 14 s 6        | 11                  | +1 s 5        |
| 5                                   | 7       | Mario Stecher       | Autriche           | +52 s           | 25 min 08 s 7        | 7                   | +13 s 6       |
| 6                                   | 24      | Bill Demong         | États-Unis         | +1 min 20 s     | 24 min 45 s 0        | 3                   | +17 s 9       |
| 7                                   | 12      | Norihito Kobayashi  | Japon              | +58 s           | 25 min 11 s 0        | 9                   | +21 s 9       |
| 8                                   | 8       | Anssi Koivuranta    | Finlande           | +54 s           | 25 min 22 s 9        | 13                  | +29 s 8       |
| 9                                   | 40      | Magnus Moan         | Norvège            | +2 min 06 s     | 24 min 16 s 7        | 1                   | +35 s 6       |
| 10                                  | 16      | Eric Frenzel        | Allemagne          | +1 min 06 s     | 25 min 17 s 2        | 12                  | +36 s 1       |
| 11                                  | 21      | Ronny Heer          | Suisse             | +1 min 16 s     | 25 min 09 s 2        | 8                   | +38 s 1       |
| 12                                  | 10      | Pavel Churavý       | République tchèque | +56 s           | 25 min 32 s 7        | 20                  | +41 s 6       |
| 13                                  | 23      | Hannu Manninen      | Finlande           | +1 min 18 s     | 25 min 12 s 4        | 10                  | +43 s 3       |
| 14                                  | 41      | Felix Gottwald      | Autriche           | +2 min 12 s     | 24 min 20 s 2        | 2                   | +45 s 1       |
| 15                                  | 20      | David Kreiner       | Autriche           | +1 min 12 s     | 25 min 24 s 5        | 15                  | +49 s 4       |
| 16                                  | 18      | Lukas Runggaldier   | Italie             | +1 min 06 s     | 25 min 30 s 7        | 19                  | +49 s 6       |
| 17                                  | 22      | Petter Tande        | Norvège            | +1 min 18 s     | 25 min 29 s 2        | 18                  | +1 min 00 s 1 |
| 18                                  | 17      | Tino Edelmann       | Allemagne          | +1 min 06 s     | 25 min 41 s 6        | 24                  | +1 min 00 s 5 |
| 19                                  | 29      | Sébastien Lacroix   | France             | +1 min 30 s     | 25 min 26 s 3        | 16                  | +1 min 09 s 2 |
| 20                                  | 25      | Tomáš Slavík        | République tchèque | +1 min 20 s     | 25 min 36 s 8        | 21                  | +1 min 09 s 7 |
| 21                                  | 27      | Akito Watabe        | Japon              | +1 min 24 s     | 25 min 41 s 0        | 23                  | +1 min 17 s 9 |
| 22                                  | 19      | Björn Kircheisen    | Allemagne          | +1 min 08 s     | 26 min 01 s 3        | 29                  | +1 min 22 s 2 |
| 23                                  | 33      | Jan Schmid          | Norvège            | +1 min 42 s     | 25 min 27 s 6        | 17                  | +1 min 22 s 5 |
| 24                                  | 28      | Taihei Katō         | Japon              | +1 min 26 s     | 25 min 43 s 9        | 25                  | +1 min 22 s 8 |
| 25                                  | 3       | Christoph Bieler    | Autriche           | +42 s           | 26 min 32 s 0        | 34                  | +1 min 26 s 9 |
| 26                                  | 1       | Janne Ryynänen      | Finlande           | 0 s             | 27 min 21 s 6        | 42                  | +1 min 34 s 5 |
| 27                                  | 14      | Daito Takahashi     | Japon              | +1 min 04 s     | 26 min 21 s 0        | 33                  | +1 min 37 s 9 |
| 28                                  | 30      | Johannes Rydzek     | Allemagne          | +1 min 34 s     | 25 min 51 s 3        | 28                  | +1 min 38 s 2 |
| 29                                  | 34      | Seppi Hurschler     | Suisse             | +1 min 46 s     | 25 min 40 s 6        | 22                  | +1 min 39 s 5 |
| 30                                  | 31      | Jonathan Felisaz    | France             | +1 min 34 s     | 26 min 03 s 7        | 30                  | +1 min 50 s 6 |
| 31                                  | 37      | Mitja Oranič        | Slovénie           | +1 min 50 s     | 25 min 48 s 3        | 27                  | +1 min 51 s 2 |
| 32                                  | 42      | Mikko Kokslien      | Norvège            | +2 min 16 s     | 25 min 23 s 2        | 14                  | +1 min 52 s 1 |
| 33                                  | 38      | Giuseppe Michielli  | Italie             | +1 min 54 s     | 25 min 46 s 1        | 26                  | +1 min 53 s 0 |
| 34                                  | 9       | François Braud      | France             | +54 s           | 26 min 58 s 3        | 37                  | +2 min 05 s 2 |
| 35                                  | 36      | Tim Hug             | Suisse             | +1 min 50 s     | 26 min 04 s 1        | 31                  | +2 min 07 s 0 |
| 36                                  | 11      | Brett Camerota      | États-Unis         | +56 s           | 27 min 00 s 6        | 38                  | +2 min 09 s 5 |
| 37                                  | 15      | Gašper Berlot       | Slovénie           | +1 min 04 s     | 27 min 15 s 5        | 39                  | +2 min 32 s 4 |
| 38                                  | 13      | Jaakko Tallus       | Finlande           | +1 min 04 s     | 27 min 21 s 1        | 41                  | +2 min 38 s 0 |
| 39                                  | 39      | Miroslav Dvořák     | République tchèque | +2 min 00 s     | 26 min 33 s 5        | 35                  | +2 min 46 s 4 |
| 40                                  | 26      | Tommy Schmid        | Suisse             | +1 min 22 s     | 27 min 38 s 5        | 43                  | +3 min 13 s 4 |
| 41                                  | 45      | Volodymyr Trachuk   | Ukraine            | +3 min 06 s     | 26 min 18 s 4        | 32                  | +3 min 37 s 3 |
| 42                                  | 32      | Sergey Maslennikov  | Russie             | +1 min 36 s     | 27 min 53 s 3        | 45                  | +3 min 42 s 2 |
| 43                                  | 44      | Armin Bauer         | Italie             | +2 min 56 s     | 26 min 36 s 3        | 36                  | +3 min 45 s 2 |
| 44                                  | 35      | Aleš Vodseďálek     | République tchèque | +1 min 48 s     | 27 min 45 s 8        | 44                  | +3 min 46 s 7 |
| 45                                  | 43      | Jason Myslicki      | Canada             | +2 min 50 s     | 27 min 20 s 7        | 40                  | +4 min 23 s 6 |